# Дубянский (хутор)
Дубя́нский — хутор в Адыге-Хабльском районе Карачаево-Черкесской Республики. 
Входит в состав муниципального образования «Апсуанское сельское поселение».

## География
Хутор расположен в северо-восточной части западной зоны Адыге-Хабльского района, на правом берегу реки Большой Зеленчук. Находится в 22 км к северо-западу от районного центра — Адыге-Хабль и в 42 км от города Черкесск.
Граничит с землями населённых пунктов: Апсуа на юге, Киево-Жураки на юго-западе, Калиновский на западе, Весёлое на северо-западе и Воротниковский на севере.
Населённый пункт расположен в предгорной лесостепной зоне республики. Рельеф местности представляет собой малые холмистые хребты тянущиеся вдоль восточной окраины хутора и переходящие дальше в платообразную возвышенность. Терраса имеет общий уклон с востока на запад в сторону долины реки Большой Зеленчук. Средние высоты на территории населённого пункта составляет 412 метров над уровнем моря.
Почвенный покров отличается исключительным разнообразием. Развиты черноземы предкавказские и предгорные. В пойме рек пойменные луговые почвы.
Гидрографическая сеть в основном представлена рекой Большой Зеленчук, с его мелкими родниковыми притоками. Долина реки покрыта зарослью приречного леса.
Климат умеренно-тёплый. Среднегодовая температура воздуха положительная и составляет около +8°С. Средняя температура июля +22°С, средняя температура января –4°С. Максимальная температура может достигать +40°С, минимальная может опускаться до -30°С. Продолжительность вегетационного периода 210 дней. Среднегодовое количество осадков составляет около 600 мм в год. Основная их часть приходится на период с апреля по июнь.

## История
Хутор основан переселенцами из центральных губерний Российской империи в конце XIX века.
В 1930 году в хуторе построены первая школа и больничный пункт.
В 1957 году включён в состав Апсуанского сельсовета Адыге-Хабльского района.

## Население
| 2002 | 2010 | 2021 |
| ---- | ---- | ---- |
| 313  | ↘262 | ↘214 |

Национальный состав
По данным Всероссийской переписи населения 2010 года:
| Народ   | Численность, чел. | Доля от всего населения, % |
| ------- | ----------------- | -------------------------- |
| русские | 202               | 77,1 %                     |
| абазины | 20                | 7,6 %                      |
| другие  | 40                | 15,3 %                     |
| всего   | 262               | 100 %                      |

## Инфраструктура
- Общеобразовательная школа — ул. Школьная, 1.
- Фельдшерско-акушерский пункт — ул. Ленина, 10.

## Улицы
| Ленина       |
| Первомайская |

| Подгорная |
| Речная    |

| Центральная |
| Школьная    |